# Erich Bohuslav
Erich Bohuslav (28 aprile 1927 – dicembre 1961) è stato un pallanuotista austriaco.
È stato un membro dell'Austria, che ha disputato il torneo di pallanuoto ai Giochi di Helsinki 1952.